# 留從效

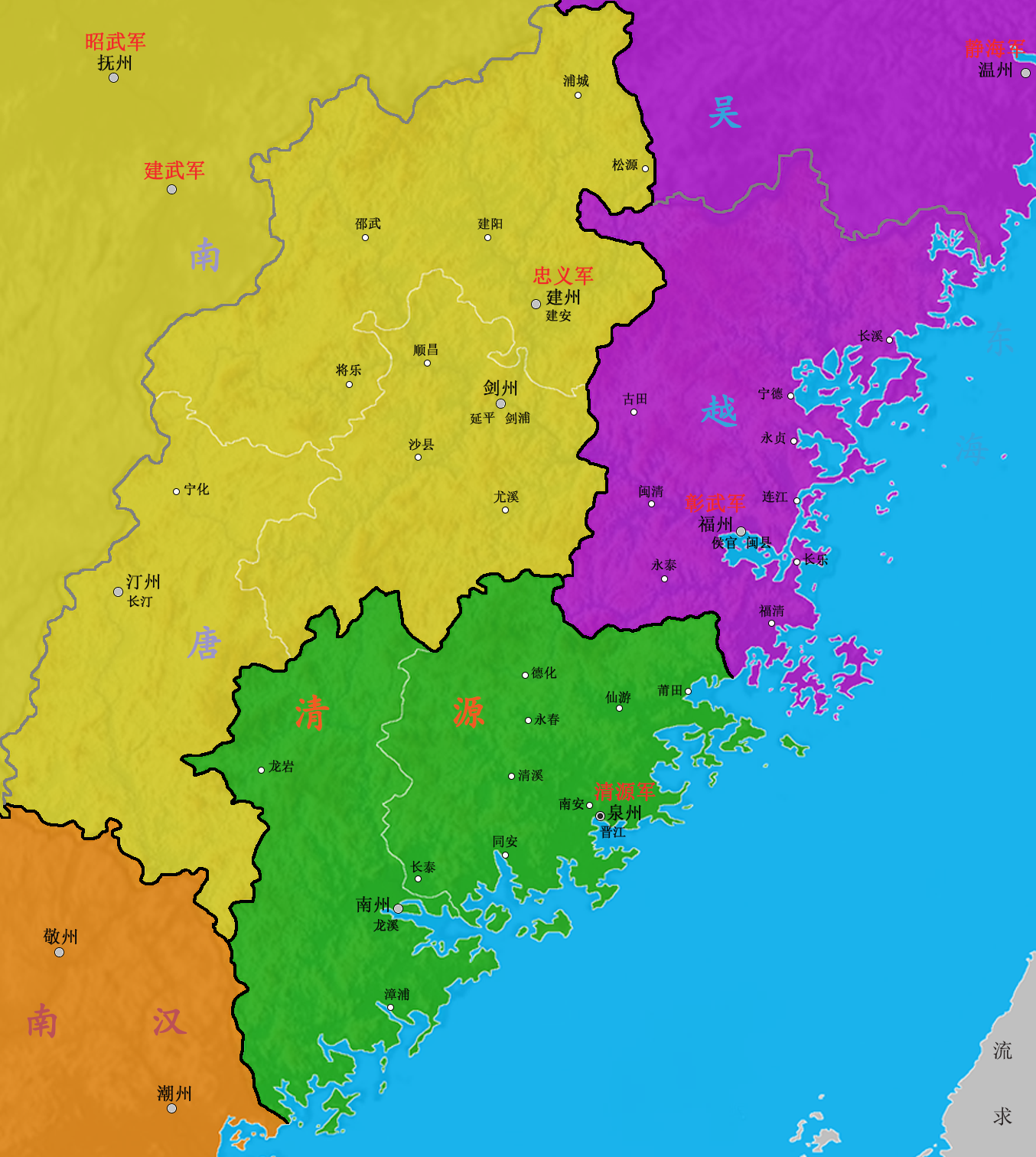
福建形势图（957年），绿色部分为清源军疆域。

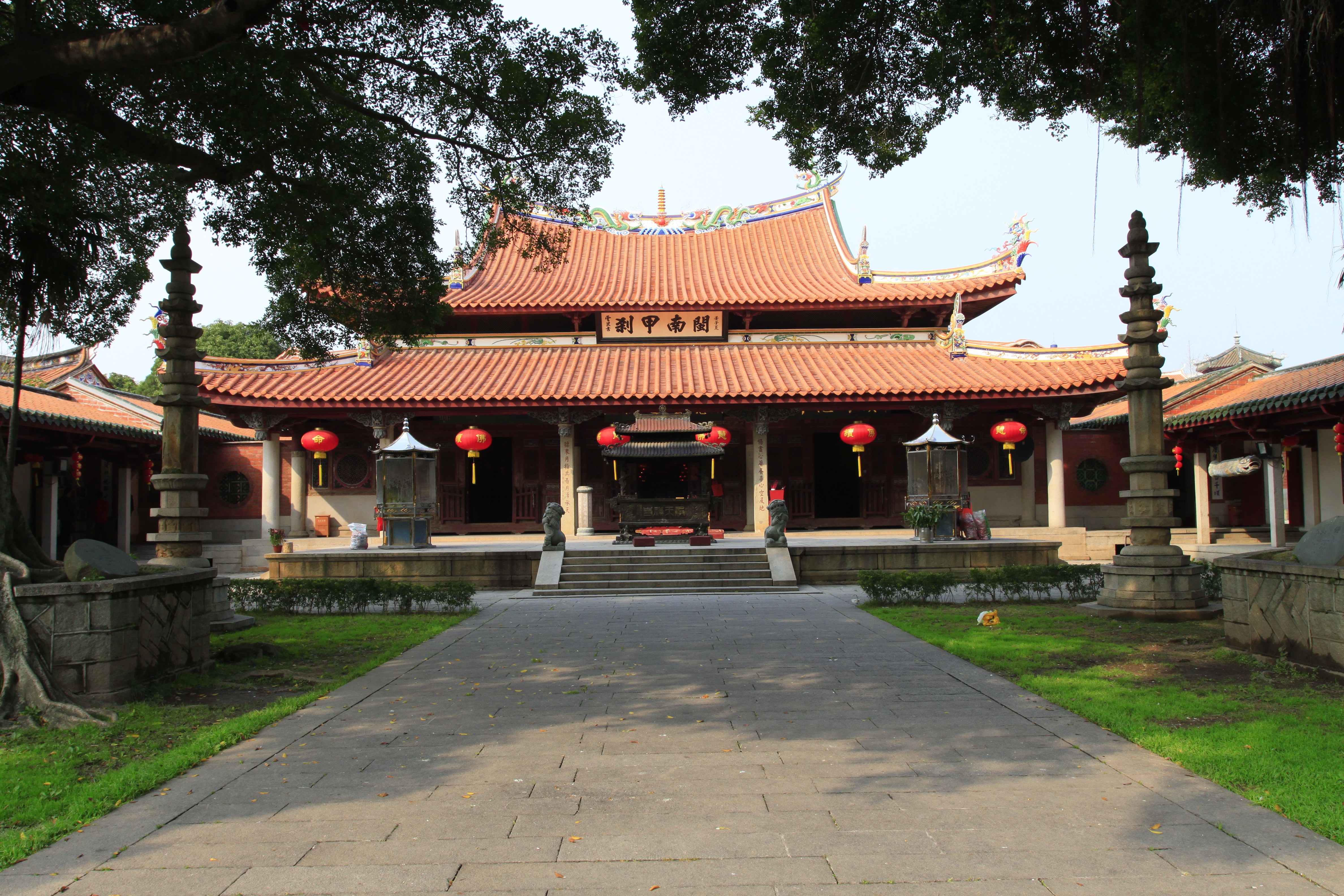
泉州承天寺，前身为留从效的南园。

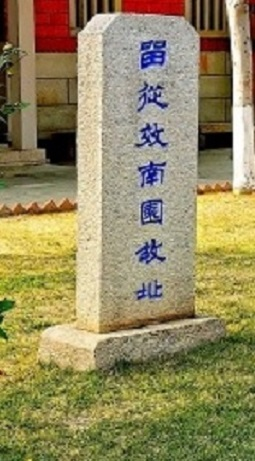
留从效南园故址

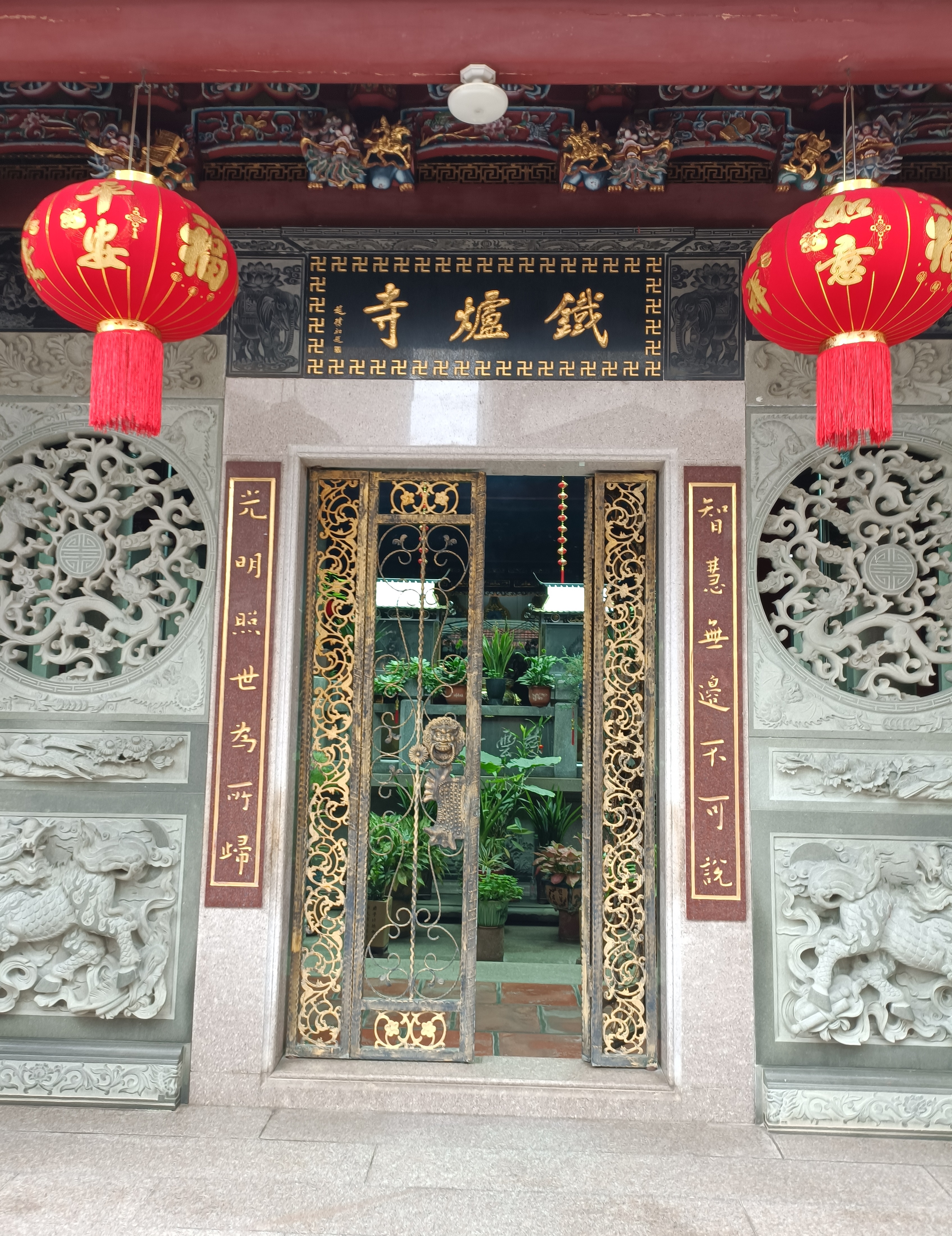
与留从效有历史渊源的铁炉庙

留从效（906年—962年8月或9月），字元範，五代十国时期泉州南安县桃林场留湾（今福建省泉州市永春县桃城镇留安社区）人，晋江王、清源军节度使。

## 生平

### 早年
年少时父亲去世，以孝顺母亲、尊敬兄长名闻乡里，喜欢读书，又颇好兵法。曾在泉州當衙兵，後來闽帝王延羲在位时任泉州散员指挥使。

### 崛起
闽永隆六年（后晋开运元年，殷天德二年）三月十三·乙酉（944年4月8日），闽国拱宸都指挥使朱文进和阁门使連重遇在都城长乐府（今福建省福州市鼓楼区）发动兵变，殺死闽景宗王曦，朱文進自立為閩王。十一月（944年11月19日—12月17日），留從效与党羽王忠顺、董思安、張漢思和心腹苏光诲谋划，在晚上于家中设酒宴款待亲善的军中壮士，从中募得52人（包括泉州副兵马使陳洪進），趁夜色持白梃翻过城墙，斩杀朱文進任命的泉州刺史黃紹頗。留從效等三人自稱平賊統軍使，陈洪进等人自称指挥使，並请殷帝王延政之姪王繼勳主持泉州军府事务，奉殷帝王延政為主。王延政封王继勋为侍中、领泉州刺史，留从效、王忠顺、董思安为泉州都指挥使，陈洪进为泉州马步行军都校。十二月，朱文进听说黄绍颇被杀，派统军使林守谅和内客省使李廷锷率领临时募集的2万军队攻打泉州。殷帝王延政派遣大将军杜进领兵2万救援泉州，留从效打开城门，率领泉州军在泉州城东北方的瞻迹岭（今属福建省泉州市洛江区双阳街道）大败福州军，杀死林守谅，俘虏李廷锷。
开运二年（945年），朱文進被殺，王延政亦降於南唐，闽国灭亡。留從效随王继勋归降南唐。南唐保大四年（946年）四月，李仁達派其弟李弘通率军討伐泉州，留從效乘機以赏罚不明、士兵不肯力战为由，废黜泉州刺史王繼勳，自称漳泉二州留后，随后率军击败李弘通。南唐封留從效為福建团练使、泉州刺史，并向漳、泉二州派驻戍兵。同年十月，南唐漳州守将林赞尧发动叛乱，杀死监军使周承义。剑州刺史陈诲与留从效发兵把林赞尧驱逐出漳州，以泉州裨将董思安权知漳州；南唐元宗任命董思安为漳州刺史，董思安因父亲名为董章，表示推辞；于是，南唐元宗将漳州改名为南州，还命董思安和留从效率领本州军队加入攻打割据福州的李仁达的会战。

### 割据泉漳
保大五年（947年）三月，南唐军队在福州被李仁达请来的吴越援军打败，本来就不愿意看到福州被南唐攻取的留从效率军回到泉州，告诉南唐戍将泉州无力供养南唐戍军，并为他们置办酒席饯行，戍将不得已率军离开泉州。南唐元宗无法制约留从效，还在同年十二月加封留从效为检校太傅。
保大七年十二月（949年12月23日—950年1月20日），留從效之兄南州副使留從願毒殺董思安，自任南州刺史。南唐元宗李璟遂设立清源軍，领泉、南二州，以留從效為清源军節度使、泉漳等州观察使。後來又被南唐任命為同平章事兼侍中、中書令，封鄂國公，後又進爵為晉江王。
保大十三年（955年），後周攻打淮南，南唐元宗李璟派兵十万驻守紫金山。留从效多次写信给李璟，称其使士兵疲于防守，形势不利。李璟不听，结果大败，长江以北诸郡尽失，南唐只得于显德五年（958年）向后周称臣。
南唐向後周稱臣後，留從效于958年和959年两次派使者至後周朝廷請求歸附，但不被後周世宗柴榮所允許。但在北宋建隆元年（960年），宋朝新建，太祖趙匡胤接受了留從效稱臣的請求。
留從效出身寒微，頗知百姓疾苦，因此為政以勤儉養民為要務，人民非常愛戴他。相傳他的官服通常安置在中門之側，處理公務時才穿，平時則穿布衣。每年秋天又開進士、明經考試來招募人才，稱为「秋堂」。不過也由於懼怕其地被南唐所收回，因此向南唐、後周及宋都進貢大量財物。

### 去世
北宋建隆三年（962年）五月，留從效背部长疽，病重；七月（962年8月3日—9月1日），留从效去世（另一说为留从效于三月去世）。南唐追贈太尉、灵州大都督。留从效没有儿子，以兄长留從願的儿子留紹錤和留紹鎡为嗣子。留从效去世时，留從願驻守南州，留紹錤至南唐進貢，遂由留紹鎡继位，称留后。一个多月后，统军使陈洪进废黜留紹鎡，推举统军副使张汉思为留后，自己则为节度副使，掌握实权。
留从效病重时，与外界断绝音讯，诸将校很不满。有一天，先锋指挥使王某（名字失考）请求探视留从效的病情，而那时候留从效已经危在旦夕，于是把某物赠送给王某。留从效死后，张汉思为留后，陈洪进为节度副使，派王某戍守南州，王某不听从，又派他戍守莆田县，也不听从，于是派部众将王某击至重伤，送到同安县软禁起来，没过多久，王某去世。
明朝人黄仲昭撰写的《八闽通志》记载留从效墓位于明朝泉州府城南的晋江县二十八都，清朝《晋江县志》则记载留从效墓位于清朝泉州府晋江县三十八都青阳山，今已无存。

## 亲属
- 父：留彦雄；南唐先后追赠鄜州都督、潞州大都督[8]。
- 兄：留从愿。
- 侄、养子：留绍𫓹、留绍镃。
- 族子[9]、义子：留居道。
- 孙：留丕式；北宋大中祥符七年（1014年），到朝廷献上留从效所受宋太祖时期的制书，被封为三班借职（从九品散官）。
- 再从弟：留仁𬤝；北宋淳化年间（990年—994年），任泗州长史，为官清廉，宋太宗知道他的事迹后，特地召见他，还提拔他为扬州观察支使。
- 六世孙：留正[10]；南宋大臣，官至左丞相。

## 其他事迹
留從效曾下令在泉州城遍植刺桐，使泉州城有「刺桐城」的別稱。
據說同安東橋（在今廈門市同安區）是留從效所建，又被稱為「太師橋」。
其家鄉永春县桃城镇留安社区的“留安留氏宗祠”經過修繕後，以「留從效故居」的名義保留下來。
今晋江市金井镇溜江村存有宋朝时期兴建的“留从效庙”，为福建省文物保护单位。
位于今泉州市鲤城区的承天寺，其址原为留从效的南园，为福建省文物保护单位。
泉州城西龙头山下铁炉庙址，为留从效执政时的铸冶所遗址。早年就地建有“铁炉庙”小庙；后设铺境，先后称“升文铺庙”、“铁炉铺庙”。1958年，铁炉庙旧址建设麻袋厂，铁炉庙整体异地迁建象峰巷的吕仙祖庙中，碑刻、匾额原物同时移迁。
泉州市鲤城区花巷与许厝埕交界处有条向南的小巷称菜园头，进巷100米处的西侧原有一东西走向的小道直通古树下，中段便是留府大门前的大埕。 留府埕的留府坐北朝南，后临许厝埕，占地约五亩。此地原名叫“船舫”，留从效建府地于此，称“留船舫”，又称“留郡舫”。北宋中叶，留氏虽是世家，但已式微，府第荒废为园，人们又称此地为“留郡园”、“留君园”。
清源山弥陀岩南麓有梅岩，《闽书》记载：“五代时，留从效别墅在焉”。
清朝人郑一镛著有《留节度故里怀古》一诗：“龙蛇古屋鄂公乡，仗剑当年下大荒。义重旧恩求死士，血封谏疏报前王。师劳淮北成侵地，贡罢江南入战场。恭俭至今传梓里，贵勋原自起农桑。”